# Багатоцільовий радіоізотопний термоелектричний генератор

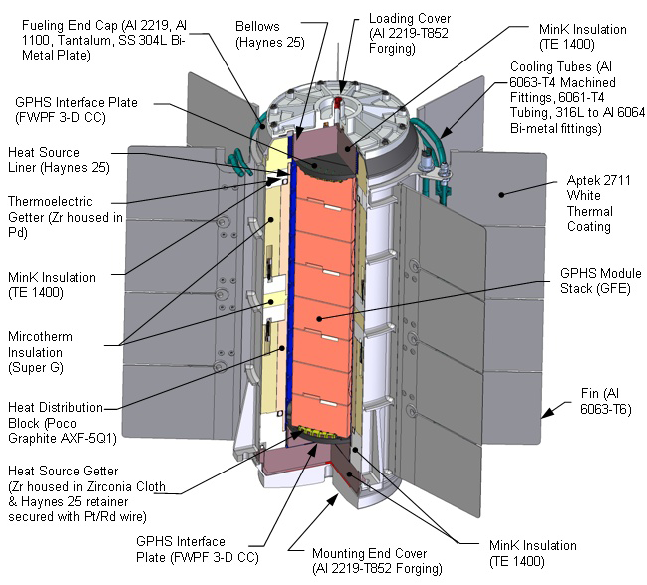
Схема багатоцільового радіоізотопного термоелектричного генератора

Багатоцільовий радіоізотопний термоелектричний генератор (БРІТЕГ, англ. Multi-Mission Radioisotope Thermoelectric Generator (MMRTG)) тип радіоізотопного термоелектричного генератора, що був розроблений для космічних місій НАСА, як-от Марсіанська наукова лабораторія. Виробляються для НАСА компанією Rocketdyne Propulsion and Power, що перебувають під контролем Pratt and Whitney.

## Причини виникнення
Космічні дослідження вимагають безпечного, надійного та тривалого у дії джерела енергії, що вироблятиме електричну та теплову енергію для космічного корабля та наукового обладнання. Унікальним джерелом енергії такого типу є радіоізотопний термоелектричний генератор (РІТЕГ), що фактично є атомною батареєю з можливістю конвертації теплової енергії в електричну.

## Принцип функціювання
РІТЕГ перетворює тепло від природного розпаду радіоізотопів в електричну енергію. Радіоізотоп діоксиду плутонію-238 та твердотілі термопари конвертують тепло в електричну енергію.

## Історія розробки
У червні 2003 Міністерство енергетики США уклали угоду з компанією під керівництвом компанії відділення компанії Боїнг Rocketdyne Propulsion and Power. Боїнг та Teledyne Energy Systems співпрацювали над концепцією багатоцільового радіоізотопного термоелектричного генератора, що базувалась на попередніх термоелектричних конверторах SNAP 19 (англ. Systems Nuclear Auxiliary Power — системи додаткового ядерного живлення), що раніше використовувались компанією Теледайн для дослідницьких космічних місій. SNAP-19 був джерелом живлення для космічних кораблів «Піонер-10» та «Піонер-11», а також для апаратів «Вікінг-1» та «Вікінг-2».

## Конструкція та специфікації
Як і в Джерелах тепла загального призначення — радіоізотопному термоелектричному генераторі (англ. General Purpose Heat Source Radioisotope Thermoelectric Generator, GPHS-RTG), що раніше були розроблені компанією Теледайн, джерелом енергії є діоксид Плутонію-238 в модулях GPHS (8 у Марсіанській науковій лабораторії) На початку БРІТЕГ генеруватиме близько 2 кВт теплової енергії.
GPHS-RTG використовував кремній-германієві термоелектричні елементи, однак вони більше не виробляються, тож у БРІТЕГ використовуються термопари телурід плюмбуму (англ. PbTe/TAGS) виробництва Теледайн Енерджі Системз. БРІТЕГ розроблено для виробництва 125 Вт електричної енергії на початку місії з поступовим зниженням до 100 Вт протягом 14 років. З масою у 43 кг забезпечується 2,8 електричних Вт/кг (трохи більше половини ніж у попередніх GPHS-RTG пристроїв).
Метою розробки БРІТЕГ були високий ступінь надійності, оптимізація рівнів потужності понад мінімального строку служби 14 років та мінімізація ваги.

## Використання у космічних місіях

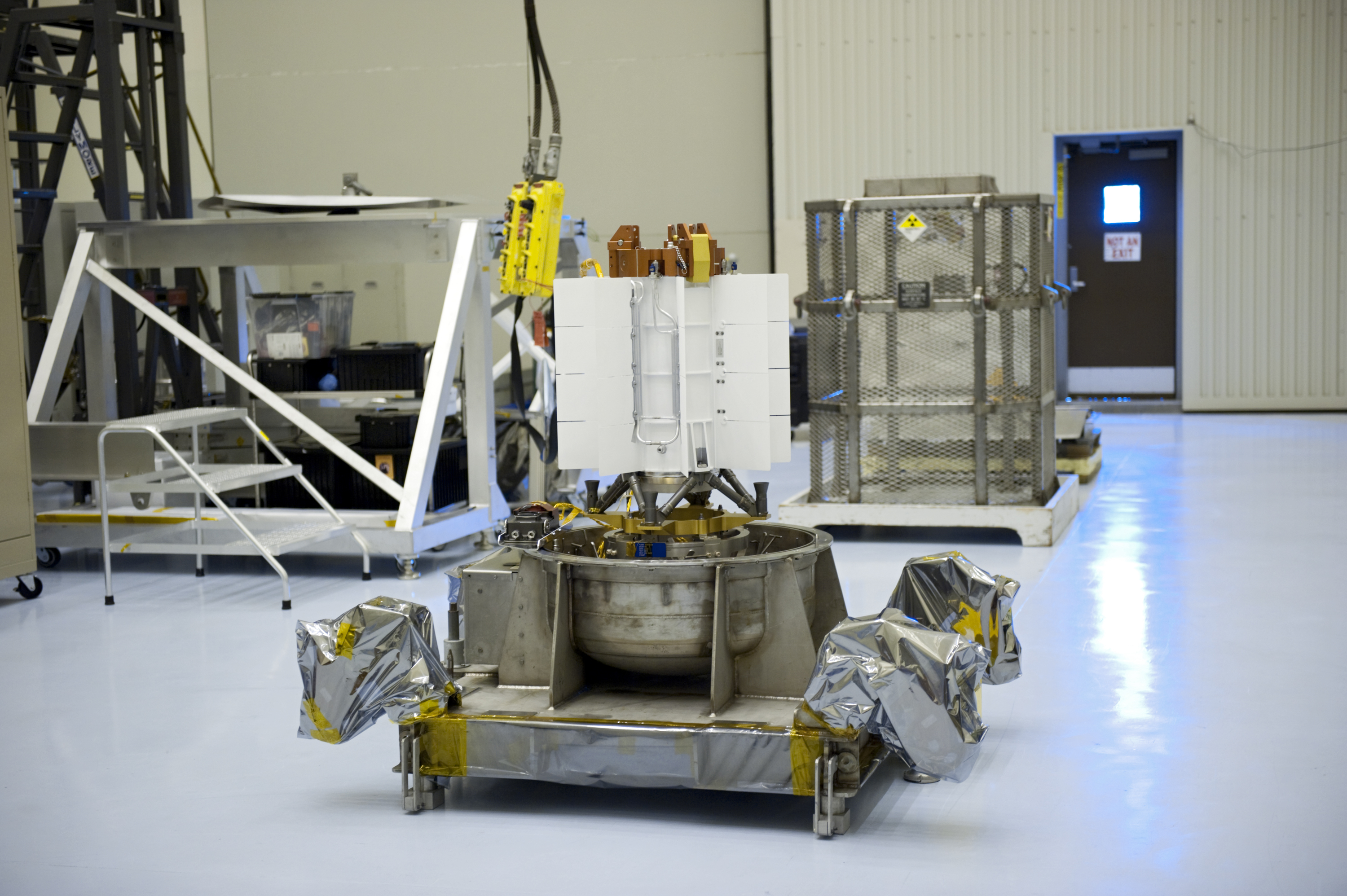
БРІТЕГ, що застосовується у Марсіанській науковій лабораторії.

Радіоізотопні джерела електричної енергії застосовувались у 8 орбітальних місіях, 8 місіях до інших планет та у місіях Аполлона, починаючи з 11, що відвідували місяць. Також деякі місії, метою яких був виліт за межі Сонячної системи (програми «Піонер», «Вояджер», «Улісс», апарати «Галілео», «Кассіні — Гюйгенс» та «Нью-Горайзонс»). РІТЕГи на «Вояджері-1» та «Вояджері-2» працюють з 1977 року. Подібні радіоізотопні теплові елементи (англ. Radioisotope heater unit), що забезпечували теплом важливі компоненти електронних систем використовувались на «Аполлоні-11» та перших двох покоління марсоходів, що відвідали Марс. Загалом за останні чотири десятиліття 26 місій та 45 РІТЕГи були запущені у США.
Марсохід Марсіанської наукової лабораторії, що було запущено 26 листопада 2011 року використовує БРІТЕГ для постачання електричної та теплової енергії для своїх компонентів та наукових інструментів. Надійна енергія від БРІТЕГу дасть змогу працювати щонайменше один марсіанський рік (687 земних днів) та дослідити велику кількість місць.